# یعقوب‌محله
یعقوب محله، روستایی است از توابع بخش مرکزی شهرستان نکا در استان مازندران ایران.
نام این روستا در لفظ عامیانه مردم بومی به صورت "یاخ مَله" تلفظ می شود. 
در آمارگیری سال 1345 این روستا جزو بلوک رمدانخیل دهستان هزارجریبی ثبت شده و دارای 19 خانوار و 120 نفر جمعیت ثبت شده است . 

## جمعیت
این روستا در دهستان پی‌رجه قرار دارد و براساس سرشماری مرکز آمار ایران در سال 1395، جمعیت آن 80 نفر (30خانوار) بوده‌است.